# St. Laurentius (Langförden)

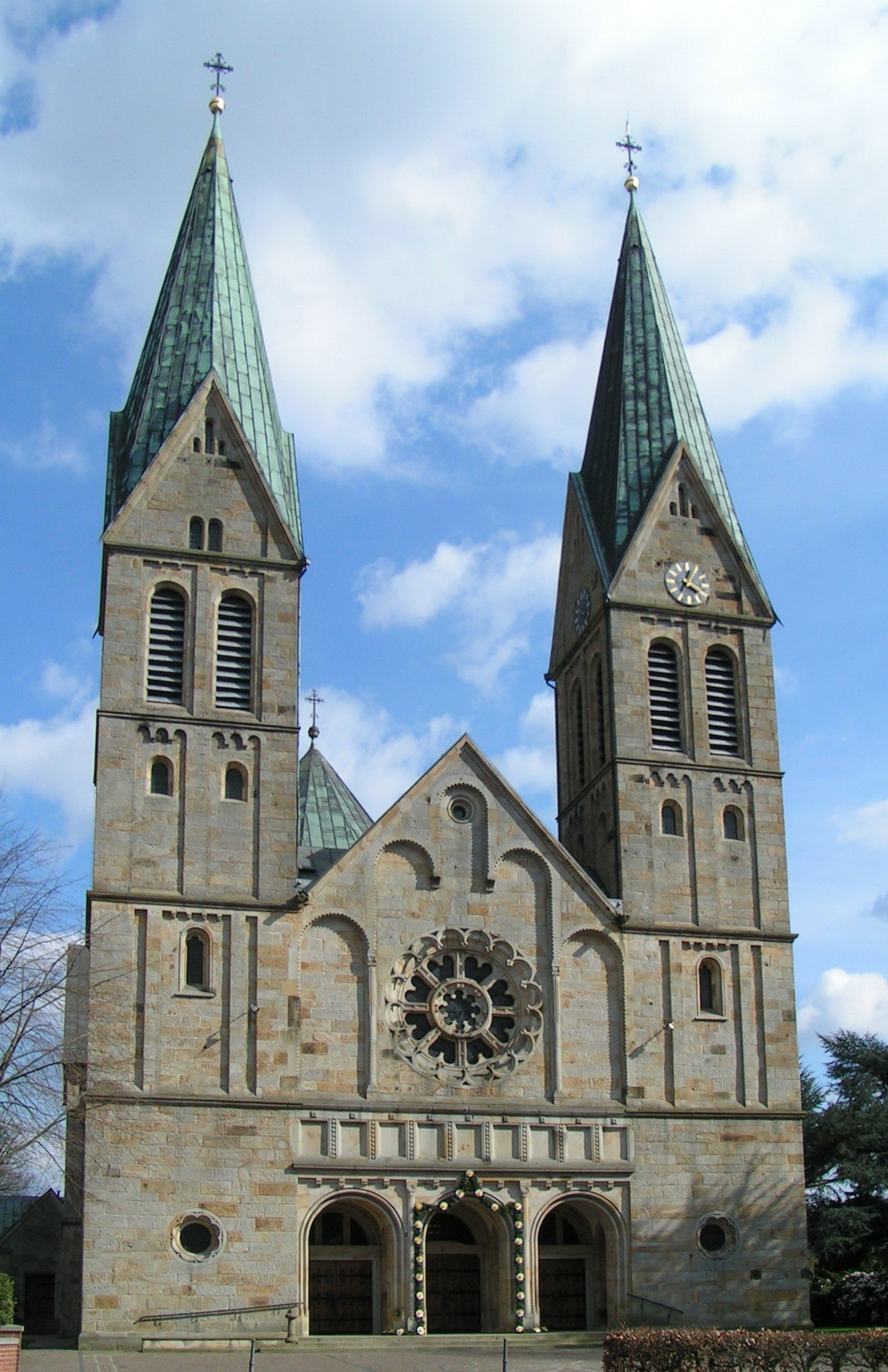
St. Laurentius

St. Laurentius ist die römisch-katholische Pfarrkirche von Langförden, einem Ortsteil von Vechta. Sie wurde in den Jahren 1910–1912 nach Plänen von Ludwig Becker erbaut. Die Kirche steht unter dem Patrozinium des Heiligen Laurentius und gehört zur gleichnamigen Pfarrgemeinde im Dekanat Vechta des Bistums Münster.

## Geschichte

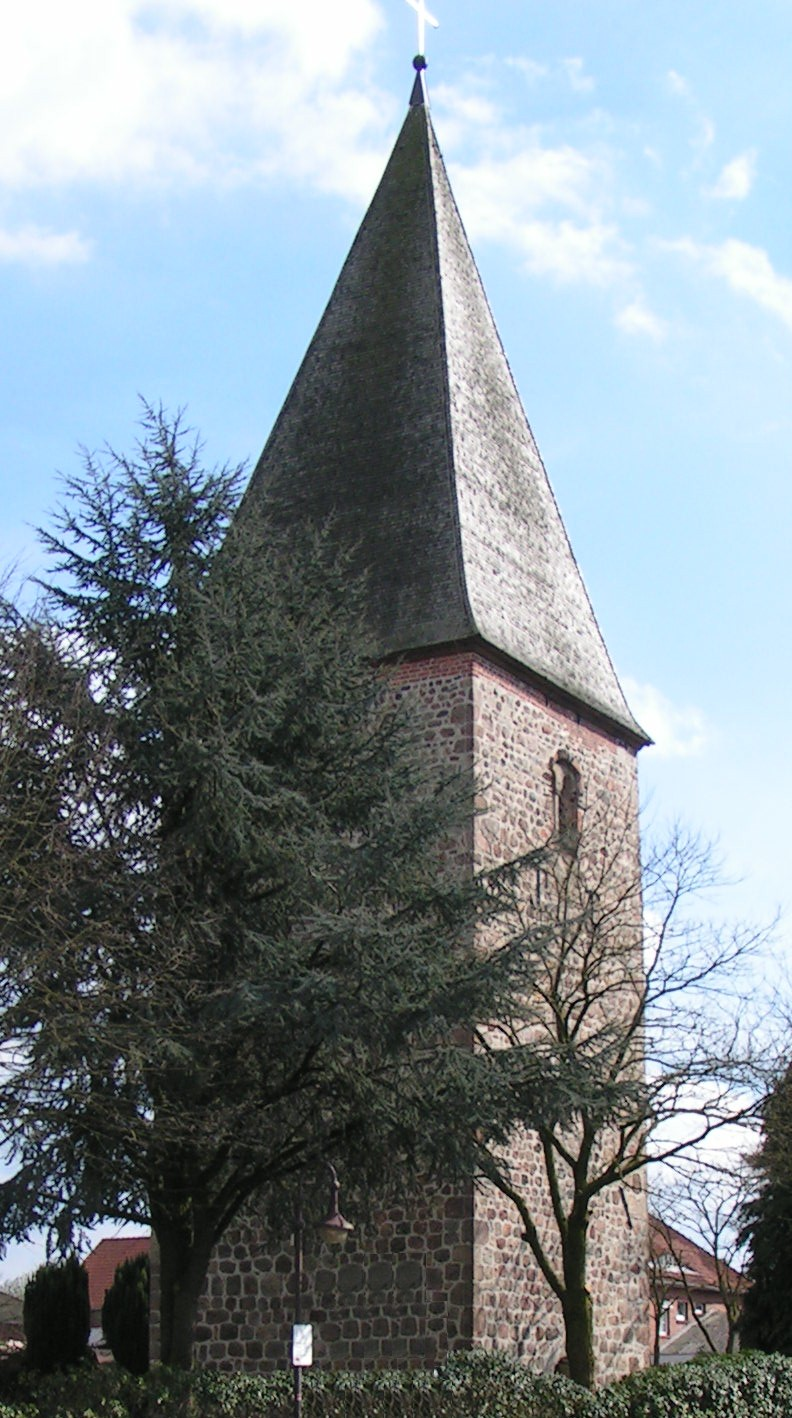
Turm der alten Laurentiuskirche

Bereits um 890 wird eine erste Kirche in „Longanforda“ urkundlich erwähnt, von der aus die Kirchen St. Georg in Vechta und St. Marien in Oythe gegründet wurden. Die Vorgängerkirche der heutigen Basilika wurde 1011 im schmucklosen vorromanischen Stil aus Feldsteinen errichtet. Sie erhielt das Patrozinium des römischen Diakons und Märtyrers Laurentius und war Mittelpunkts- und Taufkirche. Ihre Ausstattung wurde bis ins 18. und 19. Jahrhundert dem jeweiligen Zeitgeschmack angepasst, baulich wurde sie jedoch kaum verändert.
Um die Wende zum 20. Jahrhundert war diese Kirche endgültig zu klein geworden, und die Pfarrgemeinde beschloss den Bau einer neuen, geräumigen Kirche. Dafür wurde das alte Kirchenschiff vollständig abgetragen und seine Steine als Fundament für die neue Kirche verwendet.
Der aus Findlingen gemauerte etwa tausend Jahre alte Glockenturm blieb jedoch erhalten und symbolisiert die geschichtliche Kontinuität. In dem frei neben der Kirche stehenden Turm befindet sich heute eine Gedenkstätte für die Gefallenen der beiden Weltkriege.

## Architektur
St. Laurentius ist eine neuromanische geostete Basilika von stilistischer Geschlossenheit und mit einer Länge von 43 Metern sowie einer Breite von 23 Metern von kathedralähnlichen Ausmaßen. Das dreischiffige Langhaus ergänzt ein Querhaus von gleicher Höhe zur Kreuzform. Die Vierung krönt ein zwölfeckiger Vierungsturm. Den Ostabschluss bildet eine halbkreisförmige Apsis. Von starker Fernwirkung ist die Westfassade mit dem 46 Meter hohen Turmpaar, einer großen Fensterrosette im Giebel und drei Portalbögen. Der gesamte Bau ist außen mit Ibbenbürener Sandstein verkleidet und mit Blendarkaden, Bogenfriesen und Lisenen gegliedert. Während der Nordturm ein Kreuz an der Spitze hat, befindet sich auf dem Südturm über dem Kreuz noch ein Wetterhahn. Die Turmuhren sind an der West-, Süd- und Ostflanke des Südturms sowie an der Nordflanke des Nordturms mit Zifferblättern versehen.
Im Inneren sind die Wandflächen weiß verputzt. Lediglich Bögen und Dienste sind grau abgehoben, einige Kapitelle außerdem mit sparsamen Farbakzenten versehen.

## Ausstattung
Ältestes Stück ist der aus der alten Laurentiuskirche übernommene Taufstein aus der Zeit um 1000.
Die original erhaltene Ausstattung wurde überwiegend zu Beginn des 20. Jahrhunderts für den heutigen Bau geschaffen. Der Hochaltar zeigt in der Mitte ein Triumphkreuz, dazu Bilder, die das Thema Eucharistie und Opfer umkreisen. Die Sandsteinkanzel des Bildhauers Heinrich Lobenberg trägt ein Relief im Nazarenerstil, das Christus bei der Belehrung des Volkes zeigt. Biblische Szenen und Heilige sind auf den ornamentreichen Buntglasfenstern zu sehen.
Neben der noch erhaltenen Statue des Pfarrpatrons aus dem Vorgängerbau ist die Kirche mit einer neueren Laurentiusstatue aus der Zeit um 1912 ausgestattet.

Die Gebetsecke mit der 1912 zur Weihe der Kirche angeschafften Pietà lädt zum Verweilen ein. Die Pieta wurde vom Bildhauer August Schmiemann aus Münster im Nazarener-Stil geschaffen. 
Orgel

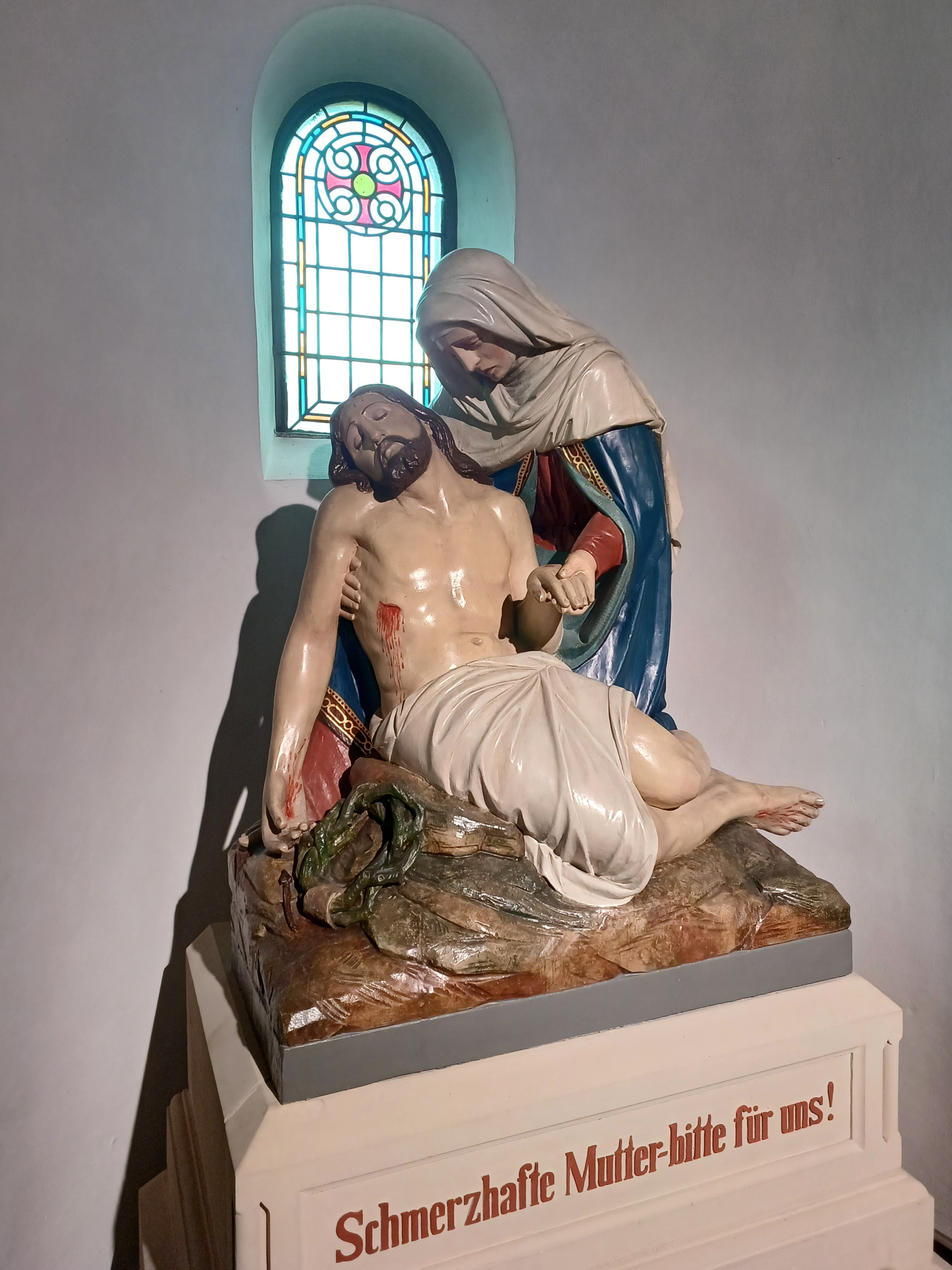
Pieta mit der "Schmerzhaften Mutter" von Bildhauer Schmiemann

Die Orgel wurde 1981 von der Osnabrücker Firma Orgelbau Kreienbrink gebaut. 2006 reinigte und überarbeitete Stefan Peters (Glandorf) das Instrument, in das er 2020 eine neue Setzeranlage einbaute. Die Orgel hat einen Umfang von 30 Registern auf zwei Manualen und Pedal.